# Рівня (Калуський район)
Рі́вня — село Рожнятівської селищної громади Калуського району Івано-Франківської області. В селі проживає 1319 осіб.

## Географія
Село Рівня розташоване на захід від Івано-Франківська (обласний центр) і на південний захід від Калуша(районний центр). Назву села пов'язують із розміщенням на рівнинній території. Найближчі навколишні села: Слобода-Рівнянська, Топільське, Сваричів. Відстань до Рожнятова становить 5 км, до Івано-Франківськар;— приблизно 33 км. До траси регіонального і міжнародного значення Львів-Чернівці — 10 км (за картою).

## Особливості рельєфу і геологічної будови території
Рівня знаходиться на лівому березі річки Лімниця (права притока Дністра), в її долині. За характером рельєфу територія в межах села рівнинна. Основними формами рельєфу є невисокі підвищення у вигляді терасованих майданчиків (залишки давніх терас Лімниці). Найвища із них має абсолютну висоту приблизно 250 м. Територія належить до внутрішньої зони Передкарпатського крайового прогину і утворена переважно відкладами нижнього неогену: конгломератами, пісковиками, глинами, солями, аргілітами.

## Клімат і води
Клімат помірно-континентальний. Середня температура липня +20 °C, січня— -4 °C. Середня річна кількість опадів 800—900 мм. Переважають західні вітри. Характерними несприятливими погодними явищами є грози, бурі, град, ожеледь. Річка Лімниця (права притока Дністра) має весняну повінь. У сезон дощів влітку і восени спостерігаються паводки. Паводки мають стихійний характер і значну руйнівну силу. Затопленню та впливу повеней і паводків підлягає значна частина території села (враховуючи садиби і присадибні ділянки).

## Ґрунти. Рослинний і тваринний світ. Природоохоронні заходи
Ґрунти річкові безструктурні, дерново-підзолисті, буроземно-підзолисті. При відповідній агротехніці дернові і дерново-підзолисті та буроземні ґрунти є придатними для господарювання. Через високу розорюваність території рослинний і тваринний світ видозмінений. Прирічкові території покриті рослинністю характерною для річкових заплав: вільха, береза, ліщина, трав'яниста лучна рослинність, яка особливо відрізняється багатством видового складу. Є посадки болотного американського дуба. Серед тварин найбільш поширені дрібні ссавці: лисиці, зайці, миші, їжаки, ласки, кроти. Серед птахів — лелека, сова, болотна куріпка, трясогузка, чибіс. Зустрічаються плазуни: ящірки, гадюки, вужі. Серед земноводних характерними є жаба трав'яна, тритон. В Лімниці водиться карась, в'юн, короп, окунь, щука, пічкур. Для антропогенних природних комплексів (поля, пасовища) характерними представниками тваринного світу є: миші, хом'яки, зайці, ласки, лисиці, ящірки, деркачі, граки, бекаси. В ставах розводять коропа, щуку, окуня. Основні природоохоронні заходи зводяться до охорони надр (гравій в прирічковій зоні Лімниці). Територія за певних умов може розглядатися, як оздоровча відпочинкова зона. Умови для розвитку відпочивально-оздоровчої зони забезпечують рекреаційні можливості Лімниці, ставів, які є на території села, мальовничі краєвиди довкілля.

## Населення
Кількість населення на 01.01.2018 року становила 1306 осіб (678 жінок, 628 чоловіків). В загальній динаміці населення спостерігається тенденція до зменшення. Станом на 1 січня 2018 року кількість населення практично не змінилася. Про це свідчать показники природного і механічного приросту населення.
Природний приріст становить 6 осіб, механічний приріст — 8 осіб. Загальний приріст — 2 особи. Незначний ріст населення став можливий за рахунок механічного приросту.
У віковій структурі переважають діти віком до 16 років. В останні десятиліття спостерігається незначне збільшення частки населення старшого віку у загальній структурі населення. За національним складом село однорідне — переважають українці, які належать до етнографічної групи — бойки. Густота сільського населення невисока, як і в середньому по району — 30-50 осіб на км². Негативним явищем для села, як і для регіону в цілому є значне безробіття. В пошуках роботи населення мігрує в Польщу, Чехію, Іспанію, Росію. Серед міграцій має значення маятникова — це щоденне переміщення населення в Рожнятів та інші населені пункти району, пов'язане з роботою. Підприємства, які діють у межах села, вагомо не впливають на зайнятість.

### Мова
Розподіл населення за рідною мовою за даними перепису 2001 року:
| Мова       | Кількість | Відсоток |
| ---------- | --------- | -------- |
| українська | 1381      | 99.28%   |
| румунська  | 4         | 0.28%    |
| російська  | 3         | 0.22%    |
| білоруська | 3         | 0.22%    |
| Усього     | 1391      | 100%     |

## Історія
За даними дослідника Петра Сіреджука, перша згадка про село припадає на 1557 рік.
У 1648 році жителі села брали активну участь у народному повстанні, взяли штурмом замок у Перегінську, за що їх очікувала кривава розправа після відходу Хмельницького.
Сільська церква святого Василія згадується 1685 року у реєстрі про сплату 5 злотих катедратика (столового податку). Церква Собору Пресвятої Богородиці вперше згадується у реєстрі духовенства, церков і монастирів Львівської єпархії 1708 року
В 1770 році Рівня належала до Калуського староства, Руського воєводства, Галицької землі. У 1786 р. в селі разом із присілком Слобода було 64 хати і 409 мешканців.
У 1833 році в селі була парохіальна школа. 1864 рік — до парохіальної школи в селі Рівня ходило 30 дітей. Вчителем був Бегей Георг. 1895 року школа стала однокласною. А в 1913 році в сільську школу з українською мовою навчання ходило 136 дітей. Та в 1931—1932 роках школа стала утраквістичною (з польською мовою викладання).
У 1858 році в селі проживало 805 жителів (разом із селом Слобода Рівнянська). 1880 року в Рівні проживало 797 українців, 27 поляків, 27 євреїв; в 1908 році було 1200 жителів, парохом був Теофіл Нижанківський.

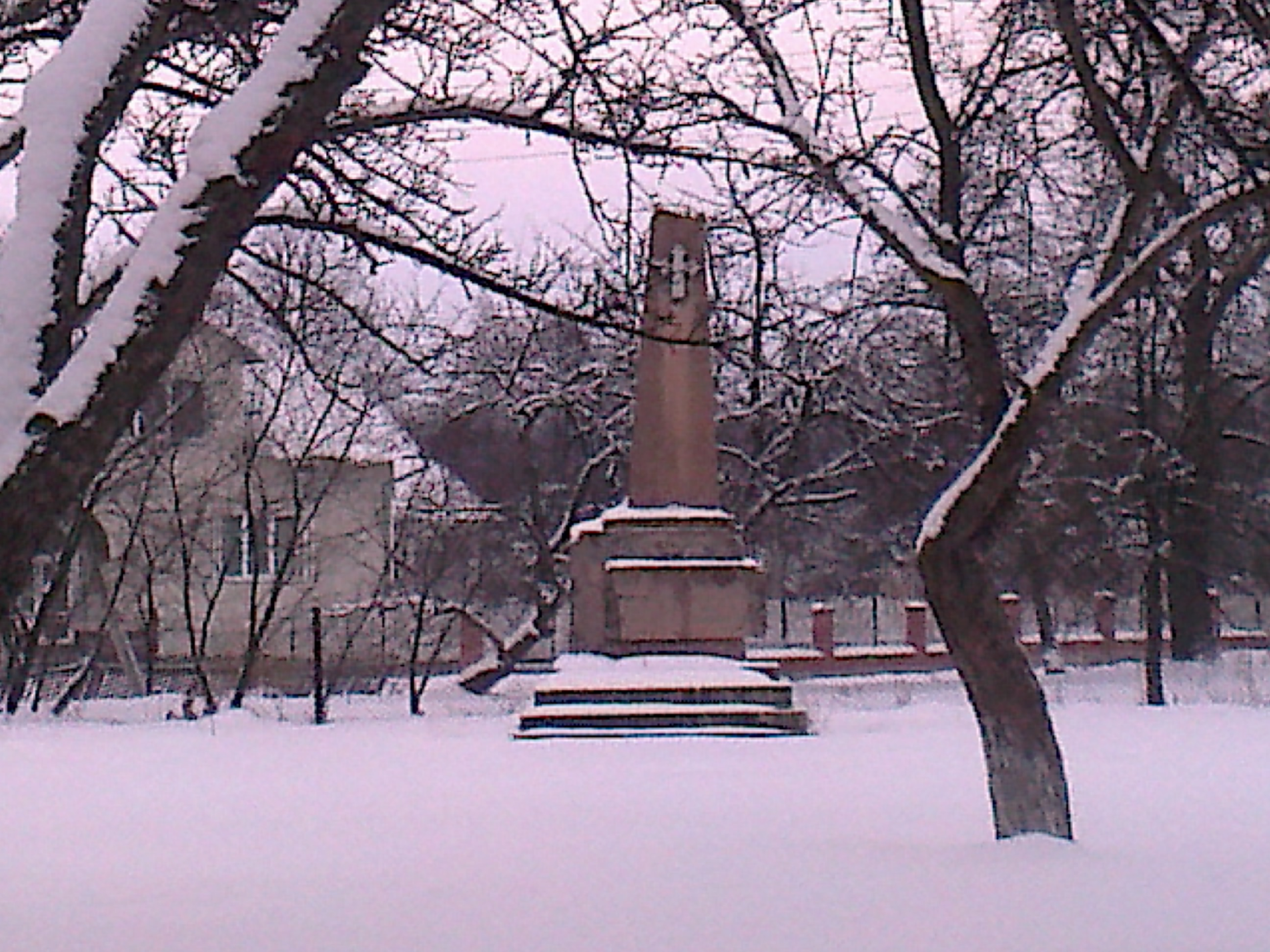
Пам'ятник радянським і партійним активістам, які загинули у боротьбі за встановлення радянської влади (І. Люклян)

В період першої світової східніше території села в урочищі «Сигла» проходили бої російського війська проти військ «Центральних держав». По тепер вже старій дорозі атакували австрійські війська з села Вербівка в бік Рожнятова і Сваричева. Вже в 1916 під проводом генерала Брусилова був здійснений прорив в сторону Вербівки, де були затиснуті Австрійські сили та захоплені в полон.
Австрійська армія конфіскувала в серпні 1916 р. в рівнянській церкві 5 давніх дзвонів діаметром 87, 65, 46, 35, 30 см, вагою 262, 119, 92, 20, 15 кг, виготовлених у 1874, 1845, 1630, 1579 рр.
В 1921 році в селі було 283 будинки (1257 жителів), а вже через десять років їх стало 313. В цей час в Рівні була господарсько-споживча спілка, кооператив «Єдність», два млини, тартак, жителів обслуговувала одна акушерка. Загальна площа села становила 13,56 км², земельні ужитки — 10,13 км², а орних земель було 3,96 км².
У 1935 році — 1435 українців, 50 поляків, 30 євреїв.
У 1939 році в селі проживало 1670 мешканців (1600 українців-грекокатоликів, 30 римокатоликів, 10 поляків і 30 євреїв).

## Сучасність
Населення села характеризується такими кількісними показниками (станом на 01.01.2017р):          
- Всього — 1306 Осіб.
- В тому числі чоловіків — 628
- жінок — 678
- Кількість народжених) — 7
- Кількість померлих — 13
- Число прибулих — 14
- Число вибулих — 6

В селі діють :
- Сільська рада. Чинний голова — Шевчук Наталія Йосипівна.
- Рівнянська ЗОШ I-ІІІ ст. Директор — Неспляк Руслана Володимирівна. Кількість учнів — 250.
- ФАП. Завідуюча — Дженджера Тетяна Іванівна.
- Будинок культури. Директор НД с. Рівня — Баричко Люба Василівна. При ньому працює бібліотека, колективи художньої самодіяльності, спортивні секції.
- Українська греко-католицька церква Святої Матері Богородиці (о. Михайло Сомиш).[7]
- Важливими об'єктами виробничої і соціальної інфраструктури є: завод ТзОВ «Гранула Плюс», кооператив «Прогрес», пилорама, заклади торгівлі (5 магазинів), ресторан «Михайлова колиба» (розміщений на березі трьох мальовничих ставів), пошта.

Авторитетні люди села:
- Баричко Борис Петрович — Колишній начальник фінансового управління РДА.
- Ленів Василь Юрійович — колишній голова районної ради, лікар Рожнятівської ЦРЛ   .

## Відомі люди

### Народилися
- заслужена артистка України Ольга Велка
- Ярослав Михайлович Баричко — колишній виконавчий директор олімпійської бази в Мінську.
- Тринцолин Ярослав Іванович — колишній  начальник управління «Львівенерго».
- Дрогомирецький Іван Миколайович — колишній прокурор Генеральної прокуратури України.

### Парохи
- Ілля Гарецький (1796-1873), парох з 1820х по 1873р.
- Михайло Глібовецький (1827-1897)
- Йосиф Дяк - парох 1897-1898рр
- Володимир Рудовський - парох з Каменя. Правив в Рівні з 1898р. по 1900р.
- Теофіл Ніжанковський (1842-1913)
- Іван Степаняк (1873-1943)[8] парох села 1919-1920рр.
- Іван Паліїв(1860-1923), батько Палія Дмитра та Омеляна
- Михайло Дольний - парох в Рівні з 1924р. по 1929р. Товариш Василя Стефаника.
- Іван Целевич[8](1894-1942) - парох в Рівні з 1929р. по 1935р.
- Антон Пиріг - парох села з 1935р. по 1936р.
- Іван Чежівський - парох  з 1936 - 1942рр.

### Війти
- Феняк Кузьма Іванович (1854-1919)
- Полатайко Федір Іванович (1869-1936) - батьки Федора були кравцями з Надвірної, що поселились в Рівні. В 1897р. одружився з Марією Моравською, її батько Петро Моравський був найбагатший ґазда за всю історію села. Сам Федір продовжив сімейну справу і працював кравцем, шевцем, також перекривав хати соломою, займався мисливством та стриг людей. З 1919 був старостою села аж до смерті.
- Мельник Михайло Кирилович (1892-1940) - "Базів" був багач і мав млин.

### Померли
- Кузь Володимир — політвиховник старшинської школи «Олені-2», в.о. провідника Станиславівського окружного проводу ОУН.

### Перебували
- Михайло Петрів — парох села 1913—1918 рр., далі — капелан УГА, парох сіл Дем'янів, Підкамінь, за відмову переходу на російське православ'я замучений у концтаборах.